# Niechanowo (stacja kolejowa)

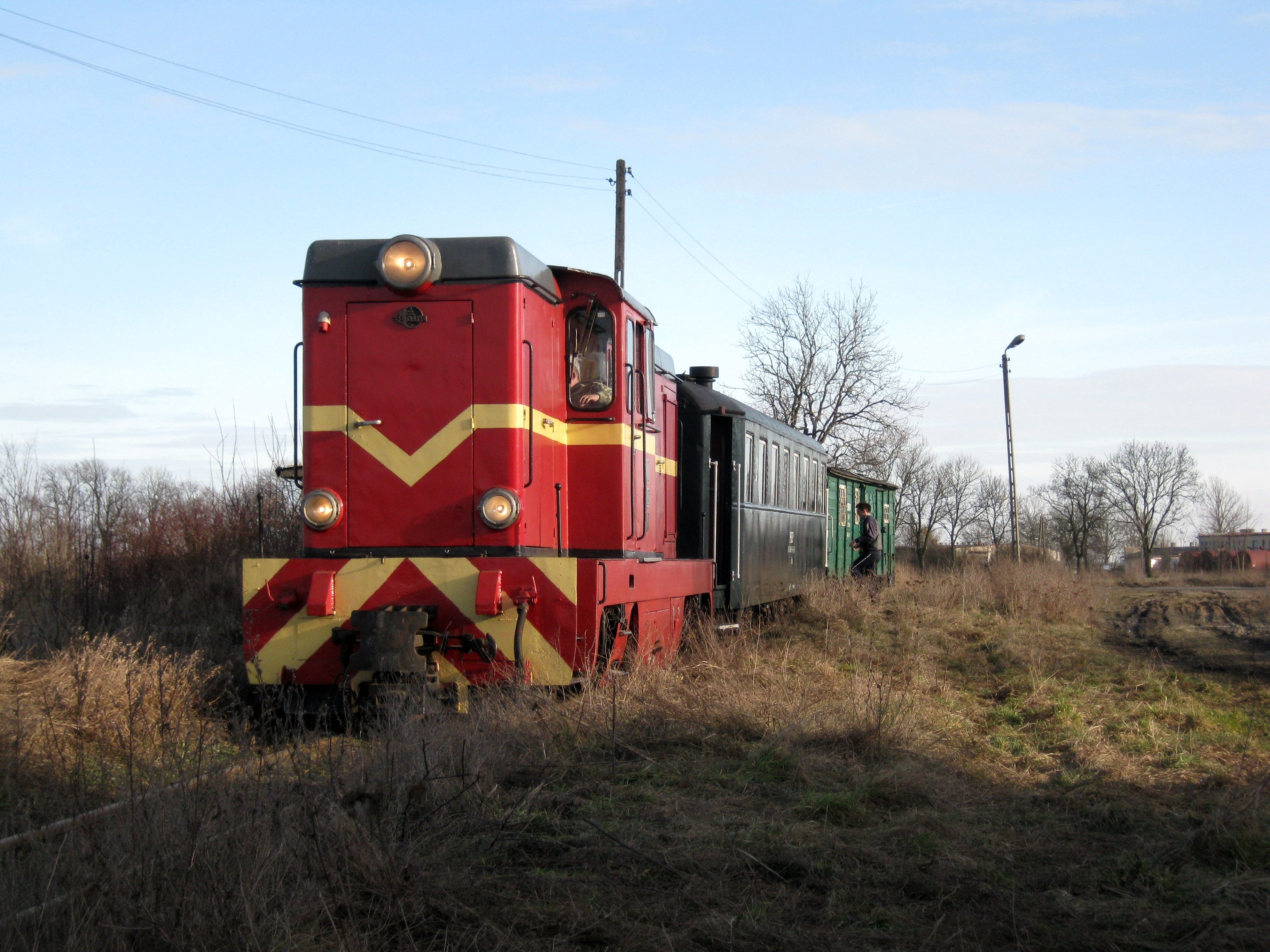
Lxd2-369 z pociągiem specjalnym na stacji w Niechanowie czeka na odjazd do Gniezna

Niechanowo – dawna stacja kolejowa(Gnieźnieńska Kolej Wąskotorowa) w Niechanowie, w województwie wielkopolskim, w Polsce. Oddana do użytku w 1884 roku w związku z powstaniem kolei przez Cukrownię (Leona, Grabskiego, Adolfa Jeschek'a i spółkę) w Gnieźnie- trasa z Gniezna do Odrowąża. W 1895 roku rozpoczęto budowę trasy z Niechanowa do Witkowa oraz przedłużeń obecnych tras: Odrowąż- Mielżyn oraz Arcugowo- Stanisławowo.
Ruch pociągów na trasie Gniezno- Mielżyn (22,4 km) nieoficjalnie rozpoczęto 25 kwietnia 1895 roku, a oficjalnie zainaugurowano ruch 1 stycznia 1896 roku.  Tego samego dnia uruchomiono przewozy na trasie Niechanowo- Witkowo, Arcugowo- Mierzewo. Na stacji w Niechanowie znajdowały się biuro zawiadowcy stacji, kasa biletowa oraz towarowa. Na stacji w Niechanowie postawiono również dwustanowiskową, drewnianą, bez kanałów rewizyjnych. 

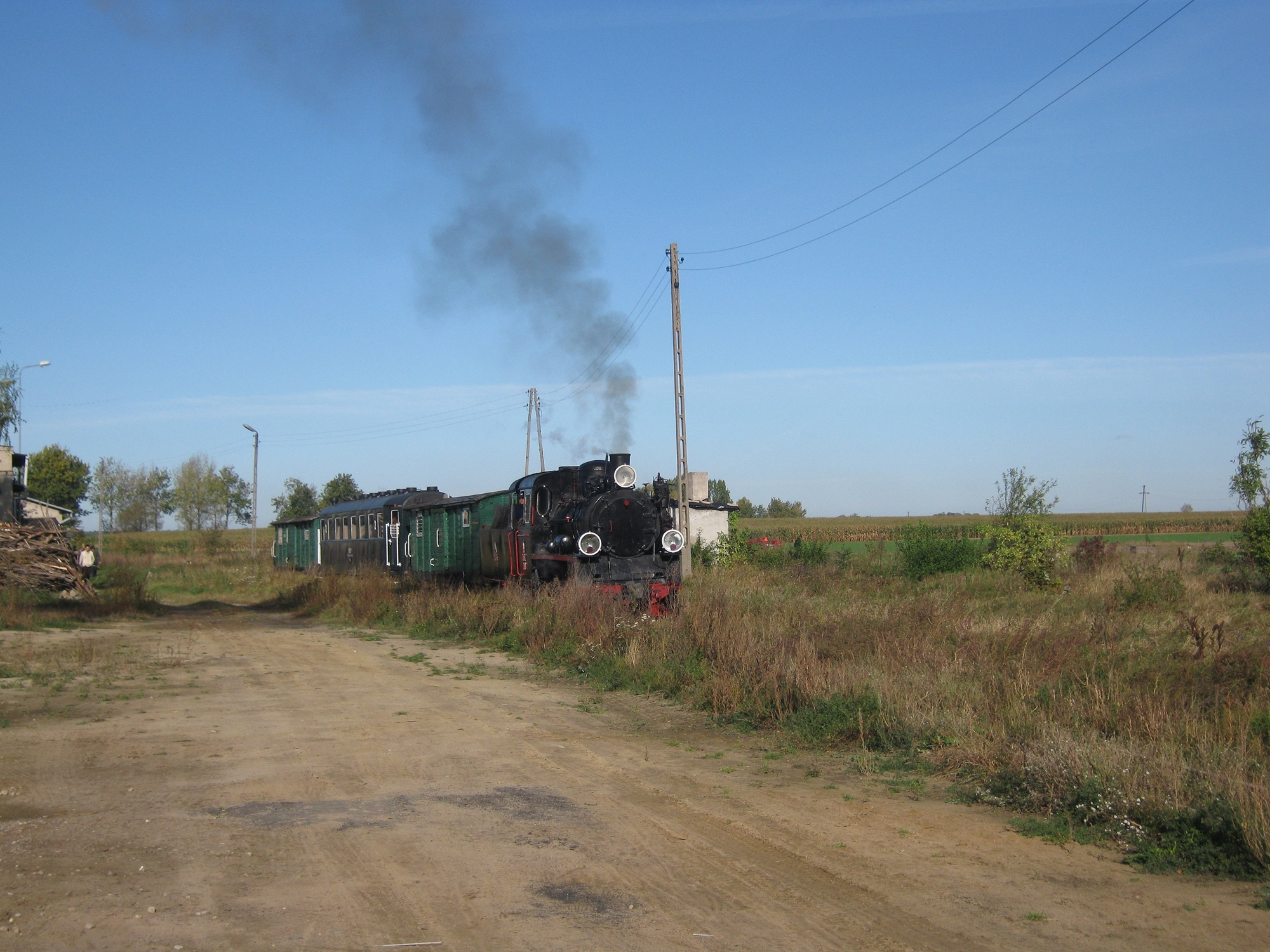
Px48-1919 z pociągiem specjalnym Gniezno- Ostrowo na stacji w Niechanowie

Jednak wbrew przeznaczeniu wynikającej z nazwy obiektu naprawiano tam wagony oraz znajdował się tam warsztat odcinka drogowego. W 1926 budynek rozebrano i postawiono parowozownię(murowaną). W rozgałęzieniu linii do Witkowa i Arcugowa znajdował się trójkąt do obracania parowozów. Kursowanie bezpośrednich pociągów pasażerskich Niechanowo- Września Wąsk. (związane z brakiem przejezdności linii normalnotorowej Gniezno- Września z powodu zniszczeń wojennych w czasie II Wojny Światowej) zawieszono w 1954 roku.
Przekucie torów z rozstawu 600 na 750 mm odbyło się na trasie Anastazewo- Niechanowo w dniach 2.05.- 8.06.1957, na trasie Niechanowo- Mielżyn w dniach 9.06.-21.06.1957 i na trasie Niechanowo- Gniezno w dniach 22.06.- 4.07.-1957 roku.
W 1961 roku zawieszono kursowanie pociągów Gniezno- Niechanowo- Mielżyn.
Ponadto ze stacji w Niechanowie odchodziły bocznice do gorzelni i GS Niechanowo.
W latach 1987–89 wyremontowano tory na odcinku Gniezno- Niechanowo- Witkowo.

## Rozkłady jazdy
Rozkład (fragment) pociągów relacji Gniezno- Niechanowo (pociągi do Powidza i Witkowa)ważny od 15 września 1897 roku
| Stacja     | Godzina | Godzina | Godzina |
| ---------- | ------- | ------- | ------- |
| Gniezno    | 9:30    | 16:50   | 21:50   |
| Jelonek    | 9:43    | 17:03   | 22:03   |
| Żelazkowo  | 9:55    | 17:15   | 22:14   |
| Niechanowo | 10:03   | 17:50   | 22:50   |

Rozkład jazdy pociągów z Niechanowa do Mielżyna ważny od 15.05.1938 roku do 1.10.1938 roku.
| Stacja     |      |       |
| ---------- | ---- | ----- |
| Niechanowo | 6:00 | 14:32 |
| Arcugowo   | 6:08 | 14:36 |
| Karsewo    | 6:12 | 14:44 |
| Gorzykowo  | 6:17 | 14:49 |
| Odrowąż    | 6:23 | 14:55 |
| Jaworowo   | 6:29 | 15:00 |
| Mielżyn    | 6:35 | 15:06 |

- Pociągi jadą z Gniezna (odjazdy odpowiednio o 5:15 i 14:00)

Pociągi kursują tylko we wtorki i piątki. Czas przejazdu dla linii Gniezno- Mielżyn jest podany na pociągi parowe. Dla wagonu motorowego skraca się o ok. 10 min